# Pralognan-la-Vanoise
Pralognan-la-Vanoise – miejscowość i gmina we Francji, w regionie Owernia-Rodan-Alpy, w departamencie Sabaudia. W 2017 roku populacja gminy wynosiła 747 mieszkańców. Na jej obszarze znajduje się w Parc national de la Vanoise. Przez gminę przepływa rzeka Doron de Bozel. 